# Opijnen
Opijnen est un village néerlandais de la commune de West Betuwe, situé dans la province du Gueldre.

## Géographie
Opijnen est situé sur la rive droite du Waal, entre Neerijnen et Heesselt.

## Histoire
Historiquement, le village forme avec Est une commune qui s'est appelée Opijnen jusqu'en 1818, puis Est en Opijnen.
En 1840, Opijnen comptait 70 maisons et 333 habitants.
Depuis le 1er janvier 1978 Opijnen dépend de la commune de Neerijnen.